# Bobby Vitale
Bobby Vitale (Santa Monica, 30 giugno 1965 – 29 agosto 2017) è stato un attore pornografico statunitense.

## Riconoscimenti
AVN Awards
- 2001 – Best Couples Sex Scene (film) per Facade con Sydnee Steele[2]

XRCO Awards
- 2000 - Male Performer of the Year[3]